# Canavalia nitida
Canavalia nitida är en ärtväxtart som först beskrevs av Antonio José Cavanilles, och fick sitt nu gällande namn av Charles Vancouver Piper. Canavalia nitida ingår i släktet Canavalia och familjen ärtväxter. Inga underarter finns listade i Catalogue of Life.